# جين جاي بويل
جين جاي بويل (بالإنجليزية: Jane J. Boyle)‏ هي قاضية ومحامية أمريكية، ولدت في 1954 في شارون في الولايات المتحدة.